# Glaciar Unteraar
El glaciar Unteraar es el más grande de los dos glaciares fuente del Aare en el Oberland bernés, en Suiza. Surge de la unión de los glaciares Finsteraar y Lauteraar en la llamada depresión y fluye aproximadamente 6 km en dirección este hasta el río Grimselsee en la parte superior Haslital.

## Historia

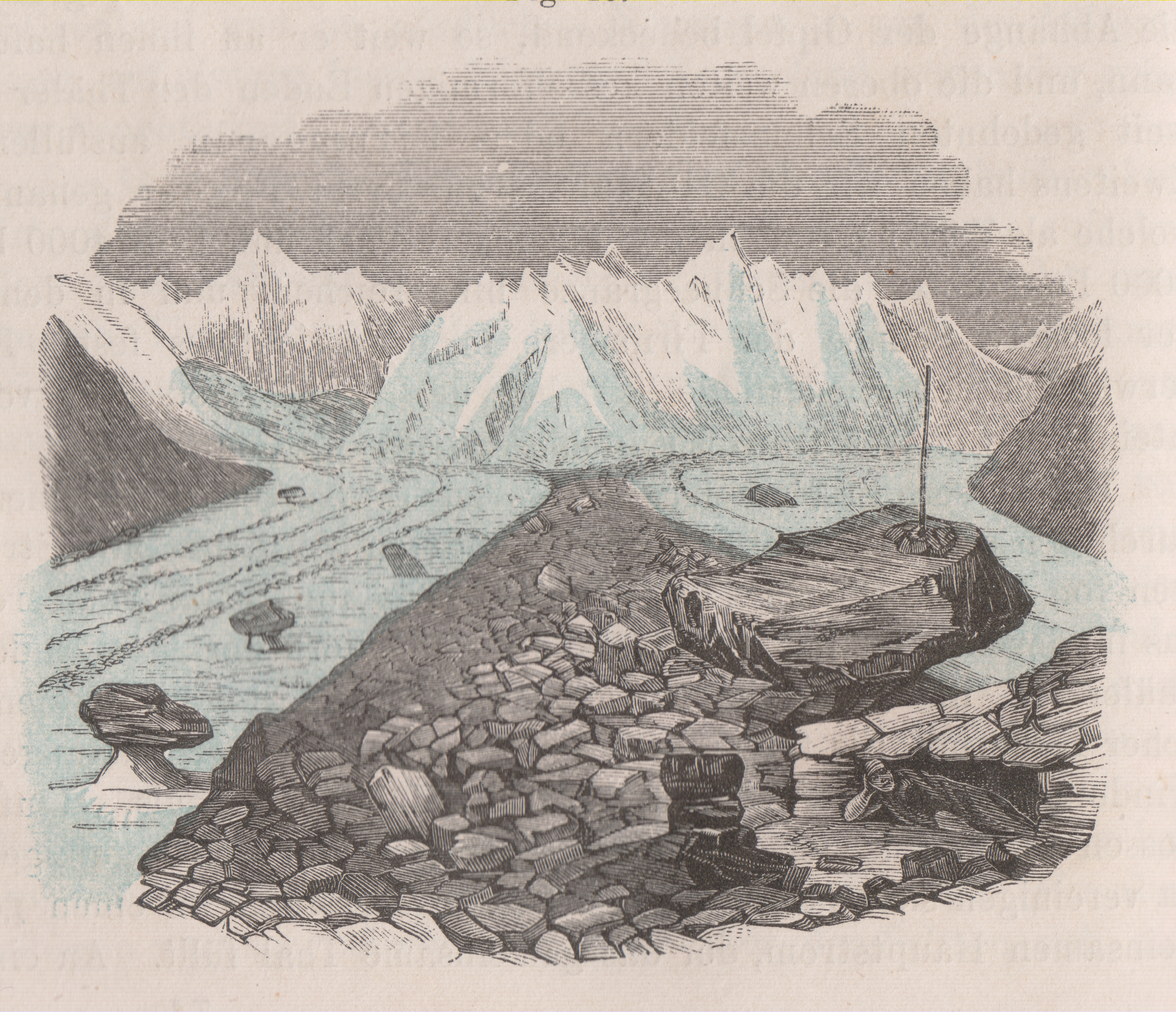
Joseph Bettannier: Glaciar inferior de l'Aar. En: Louis Agassiz: Études sur les glaciers, 1840

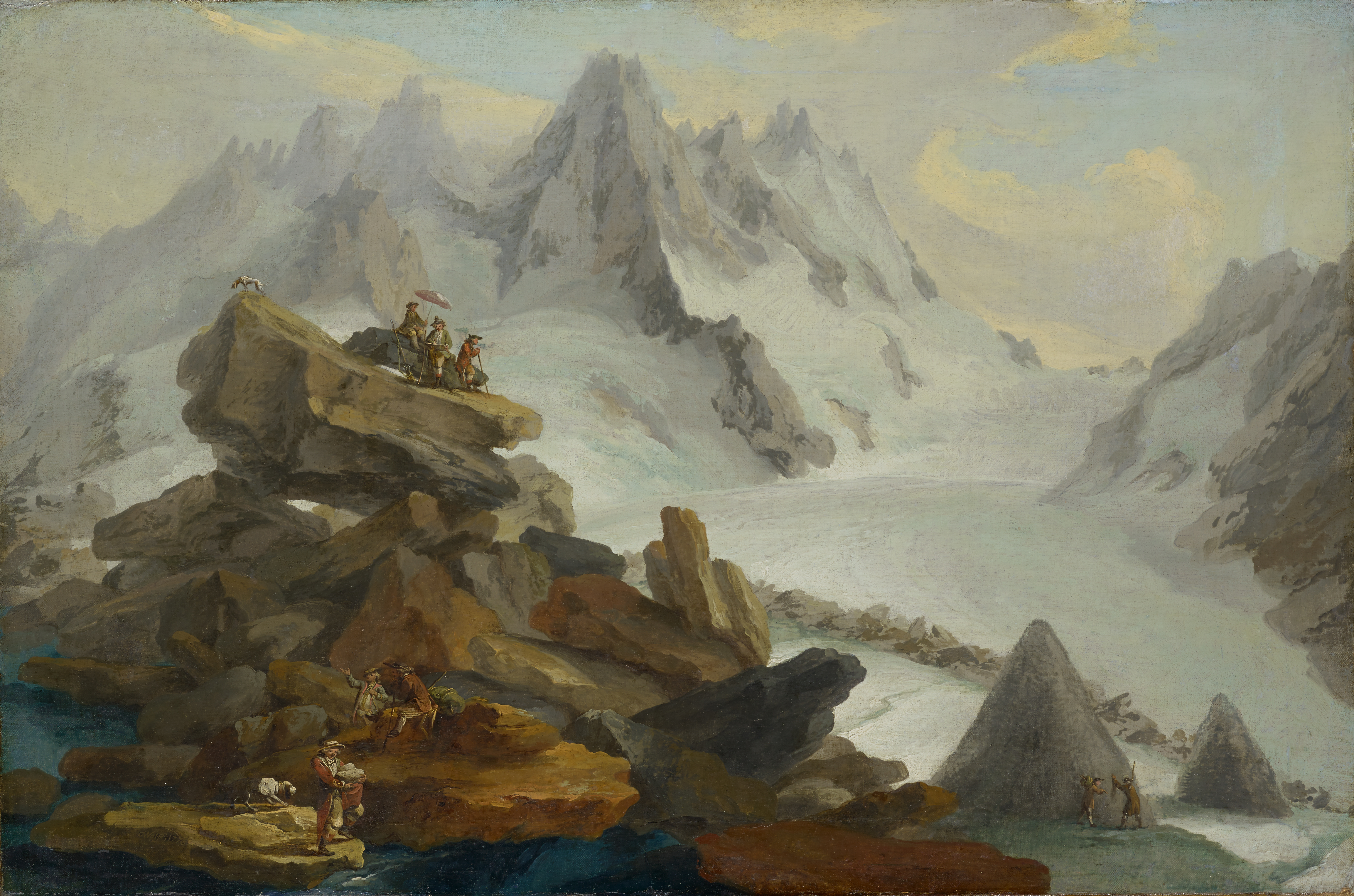
Caspar Wolf: El glaciar Lauteraar, 1776- Museo de arte de Basiles.

El actual glaciar Unteraar y especialmente su limpio afluente norte, el glaciar Lauteraar, fue uno de los lugares de interés de Suiza en el período barroco y, desde 1827, el primer objeto de investigación de la nueva investigación sobre glaciares o glaciología . Aquí trabajaron Franz Joseph Hugi y desde 1840 Louis Agassiz.
La ilustración de Joseph Bettannier muestra que el Unteraargletscher ya tenía en 1840 su morrena central, que era desagradable para los turistas pero extremadamente interesante para los investigadores.
En el glaciar Unteraar se encontraba también la gran roca que Caspar Wolf había pintado en 1775 o 1776, que sirvió de refugio a los investigadores a partir de 1840 como L'hôtel des Neuchâtelois y que ahora ha desaparecido en el lago Grimsel. .
El borde del glaciar Unteraar era 560 m más bajo en el siglo XIX y hoy sigue siendo unos 400 m más bajo que el del glaciar Oberaar.